# Oxalis nahuelhuapiensis
Oxalis nahuelhuapiensis là một loài thực vật có hoa trong họ Chua me đất. Loài này được Speg. mô tả khoa học đầu tiên năm 1899.